# 在シンガポール・イギリス軍支援部隊
在シンガポール・イギリス軍支援部隊（ざいシンガポール イギリスぐんしえんぶたい、英語: British Defence Singapore Support Unit、略称: BDSSU）とは、シンガポール・センバワンにあるイギリス海軍の施設である。かつてイギリス海軍の広大な拠点だったシンガポール海軍基地を、イギリス海軍や他国の軍艦に燃料などを供給する場所として運用している。イギリス海軍が常駐している施設としては唯一となる現存する旧海軍基地であり、5か国防衛取極からの援助を受けた上でNaval Party 1022が維持管理を行っている。